# Harald Sternhagen
Harald Ferdinand Emanuel Sternhagen (i riksdagen kallad Sternhagen i Göteborg), född 1 maj 1846  i Huggenäs församling, Värmlands län, död 16 oktober 1927 i Vasa församling, Göteborgs och Bohus län, var en svensk riksdagsman och kommunpolitiker. Han var ledamot av första kammaren 1904–1905, invald i Göteborgs stads valkrets.

## Biografi
Föräldrar var Georg Wilhelm Sternhagen, som kom till Göteborg på 1820-talet, och Anna Maria Johanna Bratt. Sternhagen studerade vid Göteborgs handelsinstitut 1861–1863 och var anställd i firma L.G. Bratt & Co. i Göteborg 1863–1872. Han grundade och blev tillsammans med Axel Jonsson (1844-1931) delägare i grosshandels- och skeppsrederifirman Jonsson, Sternhagen & Co. i Göteborg 1873–1914. Det var framför allt inom exporten av trävaror som firman spelade en betydande roll, men även som förmedlare av järn och stål på export. Redan vid mitten av 1880-talet var den bland de största järnexportörerna i Göteborg. Firman ägde även en träindustri på norra älvstranden och var delaktiga i exploateringen av Lindholmens vassar och Lundbyvassen.
Sternhagen var vidare verkställande direktör och ledamot av styrelsen för Förnyade Ångfartygs AB Götha i Göteborg 1873–1908 och styrelseledamot i försäkringsbolagen Svea, Astrea och Sveriges Ångfartygs Assuransförening, av styrelsen för Göteborgs Bogserings AB, Rederi AB Örnen, AB Göteborgs Nya Mejeri och AB Rämen-Liljedahl samt ledamot av handelsföreningens fullmäktige och av styrelsen för Börssällskapet.
Bland hans kommunala uppdrag märks ledamot av Göteborgs stadsfullmäktige 29 februari 1888–3 oktober 1907, av fattigvårdsstyrelsens 6:te distrikt 1878–1882, av styrelsen för gatu- och vägförvaltningen 1890–1896, av saluhallsstyrelsen 1890–1894, av styrelsen för stadens isbrytare 1890–1897, av drätselkammaren 1893–1906, av handels- och sjöfartsnämnden 1894–1907, av hamnstyrelsen 1898–1907 och av styrelsen för AB Göteborgssystemet 1905–1907. Sternhagen var revisor för drätselkammaren 1876–1877 och 1887, för Göteborgs Utskänknings AB 1878–1879 och för styrelsen över Göteborgs hamn- och älvarbeten 1883-84. Han var ordförande i direktionen för sjömanshuset, ledamot av styrelsen för Navigationsskolan och för Nautiska föreningen samt en av stiftarna av Göteborgs frihandelsvänliga center och ledamot av dess verkställande utskott.

## Familj
Han gifte sig den 29 augusti 1874 i Göteborg med Hildegard Kjellberg (1854–1918), dotter till grosshandlare Carl Kjellberg och Ingeborg Arnoldson. Deras gemensamma barn var Fritz, Axel, Sigrid och Carl Bertil.